# Mestis
Mestis je druhou nejvyšší hokejovou ligou ve Finsku. Její název je odvozen od slova "Mestaruussarja" což znamená "Mistrovská série".
Liga byla založena v roce 2000 a nahradila ligu I-Divisioona. Od roku 2000 byl Mestis nejvyšší finskou ligou, do které se postupně mohl propracovat kterýkoliv tým, protože nejelitnější finská liga SM-liiga byla uzavřena a tak do ní nemohly postoupit žádné týmy a taktéž z ní nemohl žádný tým sestoupit. Po sezóně 2004-05 byl do SM-liigy přijat tým KalPa a počínaje sezónou 2008-09 byla SM-liiga opět otevřena.

## Vítězové
| Rok       | Mistr              | Stříbro            | Bronz              |
| 2000/2001 | Mikkelin Jukurit   | TuTo Hockey        | Hermes             |
| 2001/2002 | Mikkelin Jukurit   | KooKoo             | KalPa              |
| 2002/2003 | Mikkelin Jukurit   | Kiekko-Vantaa      | KooKoo             |
| 2003/2004 | KalPa              | Mikkelin Jukurit   | Hermes             |
| 2004/2005 | KalPa              | Vaasan Sport       | TuTo Hockey        |
| 2005/2006 | Mikkelin Jukurit   | Vaasan Sport       | TuTo Hockey        |
| 2006/2007 | Kajaanin Hokki     | Mikkelin Jukurit   | Vaasan Sport       |
| 2007/2008 | TuTo Hockey        | Kajaanin Hokki     | Mikkelin Jukurit   |
| 2008/2009 | Vaasan Sport       | Joensuun Jokipojat | Kajaanin Hokki     |
| 2009/2010 | Joensuun Jokipojat | D-Team             | KooKoo             |
| 2010/2011 | Vaasan Sport       | Mikkelin Jukurit   | D-Team             |
| 2011/2012 | Vaasan Sport       | Joensuun Jokipojat | KooKoo             |
| 2012/2013 | Mikkelin Jukurit   | KooKoo             | TuTo Hockey        |
| 2013/2014 | KooKoo             | Mikkelin Jukurit   | TuTo Hockey        |
| 2014/2015 | Mikkelin Jukurit   | KooKoo             | Kajaanin Hokki     |
| 2015/2016 | Mikkelin Jukurit   | Kajaanin Hokki     | Joensuun Jokipojat |
| 2016/2017 | SaPKo              | K-Vantaa           | Espoo-United       |
| 2017/2018 | KeuPa HT           | TuTo Hockey        | SaPKo              |
| 2018/2019 | Ketterä            | KeuPa HT           | TuTo Hockey        |
| 2019/2020 | Sezóna nedohrána.  | Sezóna nedohrána.  | Sezóna nedohrána.  |
| 2020/2021 | Ketterä            | Hermes             | IPK                |
| 2021/2022 | Ketterä            | Kiekko-Espoo       | RoKi               |
| 2022/2023 | Kiekko-Espoo       | Ketterä            | RoKi               |
| 2023/2024 | IPK                | Ketterä            | Kiekko-Espoo       |
| 2024/2025 | Jokerit Helsinky   | IPK                | K-Vantaa           |